# ترانه زندگی
ترانه زندگی (ایتالیایی: Il canto della vita) فیلمی ملودرام به کارگردانی کارمینه گالونه است که در سال ۱۹۴۵ منتشر شد. ماجرای فیلم در شهر رم و در جریان جنگ جهانی دوم پیش از وقوع نبرد آنزیو در سال ۱۹۴۴ رخ می‌دهد.

## بازیگران
- آلیدا والی
- کارلو نینچی
- ماریا مرکاده
- لوئیجی آلمیرانته
- ماریو پیسو
- دینا رومانو